# Silje Theodorsen
Silje Theodorsen (Tromsø, 19 agosto 1994) è una fondista norvegese.

## Biografia
Attiva dal novembre del 2010, in Coppa del Mondo Silje Theodorsen ha esordito il 7 dicembre 2014 a Lillehammer in una 15 km (39ª) e ha conquistato la prima vittoria, nonché primo podio, nella staffetta mista disputata l'11 dicembre 2022 a Beitostølen; ai Mondiali di Planica 2023, sua prima presenza iridata, si è piazzata 24ª nella 10 km e 12ª nello skiathlon e a quelli di Trondheim 2025 è stata 13ª nella 10 km. Non ha preso parte a rassegne olimpiche.

## Palmarès

### Mondiali under 23
- 1 medaglia:
  - 1 argento (sprint ad Almaty 2015)

### Olimpiadi giovanili
- 1 medaglia:
  - 1 oro (sprint a Innsbruck 2012)

### Coppa del Mondo
- Miglior piazzamento in classifica generale: 24ª nel 2023
- 2 podi (a squadre):
  - 2 vittorie

#### Coppa del Mondo - vittorie
| Data             | Località    | Nazione  | Specialità                                                               |
| ---------------- | ----------- | -------- | ------------------------------------------------------------------------ |
| 11 dicembre 2022 | Beitostølen | Norvegia | 4x5 km (con Lotta Udnes Weng, Mikael Gunnulfsen e Simen Hegstad Krüger)  |
| 5 febbraio 2023  | Dobbiaco    | Italia   | 4x7,5 km (con Heidi Weng, Anne Kjersti Kalvå e Ingvild Flugstad Østberg) |